# Holmgrenia diminutiva
Holmgrenia diminutiva là một loài rêu trong họ Entodontaceae. Loài này được Grout mô tả khoa học đầu tiên năm 1932.